# 1659 en littérature
| Années de la littérature : 1656 - 1657 - 1658 - 1659 - 1660 - 1661 - 1662    |
| Décennies de la littérature : 1620 - 1630 - 1640 - 1650 - 1660 - 1670 - 1680 |

Cet article présente les faits marquants de l'année 1659 en littérature.

## Événements
- Février :
  - Bossuet prêche  à la demande de Vincent de Paul sur l’éminente dignité des Pauvres, aux Filles de la Providence, à Paris[1].
  - Pascal, gravement malade, abandonne tout travail scientifique[2].
- 28 mars : la famille Riccardi  acquiert le palais Medicis auprès du grand-duc Ferdinand II de Médicis à Florence pour y établir la Bibliothèque Riccardiana. Les travaux d'agrandissement et de rénovation du bâtiment commencent immédiatement, confiés par Gabriello Riccardi à l'architecte Ferdinando Tacca, puis continués par Pier Maria Baldi puis par Giovan Battista Foggini[3],[4].
- 11 avril : Bussy-Rabutin arrive chez le duc de Vivonne pour participer à la  « débauche de Roissy », avec leurs amis libertins, Guiche, Vardes, Manicamp, Philippe Mancini et l’abbé Le Camus, du Vendredi saint à Pâques (13 avril)[5]. Ils passent pour avoir mangé de la viande, baptisé un cochon de lait et composé des alleluias parodiques concernant les amours du roi et de Marie Mancini[6].
- 10 juillet : Bussy-Rabutin reçoit du roi l’ordre de se retirer dans ses terres après l’affaire de Roissy[7]. Début de 18 mois d’exil de la cour interrompus par des visites clandestines à Paris.
- Août : deuxième séjour de Blaise Pascal à Port-Royal[8].
- Novembre : Charles de Saint-Évremond, hostile à Mazarin, rédige à Saint-Jean-de-Luz une Lettre au marquis de Créqui sur la paix des Pyrénées, qui oblige son auteur à s’exiler en Angleterre (1661)[9].

- Salon littéraire de la marquise de Sablé au couvent de Port-Royal de Paris. Il attire entre autres l’abbé d’Ailly, l’abbé Testu, Jacques Esprit, Cureau de La Chambre, la duchesse d’Aiguillon, Mme de Hautefort, la duchesse de Liancourt, Mr et Mme de Montausier, le prince et la princesse de Conti, La Rochefoucauld, Mme de La Fayette ; et aussi Pierre Nicole, Antoine Arnaud, Gilberte Périer et Blaise Pascal[10].

## Parutions
- 25 janvier : achevé d’imprimer de la seconde édition du recueil collectif publié par Mademoiselle de Montpensier sous le titre de Recueil des portraits et éloges en vers et en prose. La Rochefoucauld donne son Portrait par lui-même, sa première œuvre publiée[11] ; il rencontre Madame de La Fayette, qui donne, dans le même recueil, un portrait de Madame de Sévigné[12].

- Heroic Stanzas (« Stances héroïques »), poème de John Dryden à la gloire de Cromwell[13].
- Méric Casaubon, A true & faithful relation of what passed for many yeers between Dr. John Dee and some spirits, Londres, T. Garthwait, 1659 (présentation en ligne)

## Naissances
- 17 août : Robert Challe, écrivain français († 25 janvier 1721)

## Décès
- 11 février :  Guillaume Colletet, poète français (né en 1598).